# Дітрік (Айдахо)
Дітрік (англ. Dietrich) — місто в окрузі Лінкольн, штат Айдахо, США. Згідно з переписом 2010 року населення становило 332 особи, що на 182 особи більше, ніж 2000 року.

## Географія
Дітрік розташований за координатами 42°54′46″ пн. ш. 114°15′59″ зх. д. / 42.91278° пн. ш. 114.26639° зх. д. (42.912786, -114.266522).  За даними Бюро перепису населення США в 2010 році місто мало площу 0,89 км², уся площа — суходіл. В 2017 році площа становила 0,84 км², уся площа — суходіл.

## Демографія

### Перепис 2010 року
За даними перепису 2010 року, у місті проживало 332 осіб у 94 домогосподарствах у складі 72 родин. Густота населення становила 377,0 ос./км². Було 103 помешкання, середня густота яких становила 117,0/км². Расовий склад міста: 90,1 % білих, 3,3 % афроамериканців, 0,9 % індіанців, 0,3 % тихоокеанських остров'ян і 5,4 % інших рас. Іспанці та латиноамериканці незалежно від раси становили 10,2 % населення.
Із 94 домогосподарств 48,9 % мали дітей віком до 18 років, які жили з батьками; 68,1 % були подружжями, які жили разом; 4,3 % мали господиню без чоловіка; 4,3 % мали господаря без дружини і 23,4 % не були родинами. 21,3 % домогосподарств складалися з однієї особи, у тому числі 9,6 % віком 65 і більше років. У середньому на домогосподарство припадало 3,53 мешканця, а середній розмір родини становив 4,22 особи.
Середній вік жителів міста становив 25,4 року. Із них 41,3 % були віком до 18 років; 7,9 % — від 18 до 24; 21 % від 25 до 44; 20,7 % від 45 до 64 і 8,7 % — 65 років або старші. Статевий склад населення: 51,8 % — чоловіки і 48,2 % — жінки.
Середній дохід на одне домашнє господарство  становив 52 322 долари США (медіана — 46 250), а середній дохід на одну сім'ю — 58 691 долар (медіана — 51 000). За межею бідності перебувало 24,1 % осіб, у тому числі 32,4 % дітей у віці до 18 років та 0,0 % осіб у віці 65 років та старших.
Цивільне працевлаштоване населення становило 103 особи. Основні галузі зайнятості: виробництво — 23,3 %, освіта, охорона здоров'я та соціальна допомога — 17,5 %, сільське господарство, лісництво, риболовля — 14,6 %, будівництво — 13,6 %.

### Перепис 2000 року
За даними перепису 2000 року, у місті проживало 150 осіб у 58 домогосподарствах у складі 41 родин. Густота населення становила 275,8 ос./км². Було 62 помешкання, середня густота яких становила 114,0/км². Расовий склад міста: 92,67 % білих, 0,67 % афроамериканців і 6,67 % людей, які зараховують себе до двох або більше рас. Іспанці та латиноамериканці незалежно від раси становили 0,67 % населення.
Із 58 домогосподарств 34,5 % мали дітей віком до 18 років, які жили з батьками; 55,2 % були подружжями, які жили разом; 8,6 % мали господиню без чоловіка, і 29,3 % не були родинами. 27,6 % домогосподарств складалися з однієї особи, у тому числі 17,2 % віком 65 і більше років. У середньому на домогосподарство припадало 2,59 мешканця, а середній розмір родини становив 3,20 особи.
Віковий склад населення: 32,7 % віком до 18 років, 6,7 % від 18 до 24, 20,0 % від 25 до 44, 26,7 % від 45 до 64 і 14,0 % років і старші. Середній вік жителів — 36 років. Статевий склад населення: 50,7 % — чоловіки і 49,3 % — жінки.
Середній дохід домогосподарств у місті становив $35 625, родин — $45 833. Середній дохід чоловіків становив $28 125 проти $21 667 у жінок. Дохід на душу населення в місті був $12 888. 17,4 % родин і 20,6 % населення перебували за межею бідності, включаючи 22,5 % віком до 18 років і жодного від 65 і старших.